# Héctor, el estigma del miedo
Héctor, el estigma del miedo és una pel·lícula espanyola de drama rural de terror psicològic basada en fets reals del 1984 escrita i dirigida per Carlos Pérez Ferré en la que va ser la seva opera prima, i protagonitzada per Ovidi Montllor, qui també va compondre la banda sonora de la pel·lícula juntament amb Toti Soler i va fer un actuació en un drama similar a Furtivos de José Luis Borau.

## Sinopsi
En un poble fred i aïllat de la Serra dels Plans viu Héctor, un jove sorrut i solitari. Porta una vida rutinària en una casa sinistra en la que mai passa res però marcada per la brutalitat, degut a una coixesa causada pels mals tractes del seu pare, i una única experiència sexual amb Nuria. No té cap contacte amb la gent llevat els dissabtes, quan el seu únic amic Antonio li porta queviures. Les seves vides donen un gir inesperat quan apareix Don Eliseo, un industrial estrany i poderós que vol comprar les seves cases. Antonio cedeix sense pensar-s'ho dos cops, però això a Héctor li fa despertar fantasmes reals o imaginaris, s'oposa aferrissadament a vendre-la i s'hi tanca obsessionat amb la resurrecció del seu pare.

## Repartiment
- Ovidi Montllor - Héctor
- Juli Mira - Antonio
- Aldo Sambrell - Pare d'Héctor
- Andrea Albani - Nuria
- Roberto Sansilvestre - Don Eliseo
- Rosario Guillén - Àvia
- Paqui Gandía
- Esteban Dura

## Premis
Va participar en la secció Nous Realitzadors del Festival Internacional de Cinema de Sant Sebastià 1982, on va rebre dos guardons: el segon premi de la secció de Nous Realitzadors i el premi a la millor fotografia.